# Túnez en los Juegos Olímpicos de Río de Janeiro 2016
Túnez estuvo representado en los Juegos Olímpicos de Río de Janeiro 2016 por un total de 61 deportistas, 41 hombres y 20 mujeres, que compitieron en 17 deportes.
El portador de la bandera en la ceremonia de apertura fue el nadador Usama Meluli.

## Medallistas
El equipo olímpico tunecino obtuvo las siguientes medallas:
| Nombre        | Deporte     | Competición    |
| ------------- | ----------- | -------------- |
| Oro           |             |                |
| —             |             |                |
| Plata         |             |                |
| —             |             |                |
| Bronce        |             |                |
| Inès Boubakri | Esgrima     | Florete ind. F |
| Marwa Amri    | Lucha libre | 58 kg F        |
| Usama Ueslati | Taekwondo   | –80 kg M       |